# Lythria latifasciata
Lythria latifasciata är en fjärilsart som beskrevs av Obraztsov 1936. Lythria latifasciata ingår i släktet Lythria och familjen mätare. Inga underarter finns listade i Catalogue of Life.